# Gjon Gazulli
Gjon Gazulli vagy Gjin Gazulli (latinul Johannes Gasulus; szerbül Ivan Gazulić) (Gjadër, 1400 – Raguza, Velencei Köztársaság, 1465. február 19.) albán dominikánus szerzetes, humanista tudós, diplomata.

## Élete
Tanulmányait Shkodrában és Raguzában kezdte, majd a padovai egyetemen fejezte be 1425-ben. 1432-ben a dalmáciai Raguzába, majd a városállam követeként Magyarországra, Luxemburgi Zsigmond udvarába utazott, s igyekezett az uralkodó támogatását megnyerni az albánok törökellenes harcaihoz. Küldetése azonban félbeszakadt, amikor 1433-ban meghívták a padovai egyetem matematikai és csillagászati katedrájára, s a megtisztelő állást elfogadva Itáliába utazott. Emellett diplomáciai tevékenységet is végzett: nem csak a Raguzai Köztársaság, de az albánok képviseletét is ellátta Itália-szerte, de főleg a Pápai Államban. A Szkander bég vezette, 1443 végén kibontakozott ellenállási harcot kezdettől fogva támogatta, s titokban fegyverszállítmányokat juttatott el harcoló honfitársaihoz (egy ízben embereit le is fülelték, s Gazullinak minden diplomáciai tekintélyét latba kellett vetnie, hogy az ügyet elsimítsák).
Fennmaradt csillagászati és matematikai munkáit latin nyelven alkotta. Nagy tudásával Itáliában és Magyarországon is komoly hírnévre tett szert. Ismert egy Janus Pannoniushoz írott 1459. évi levele.
Öccse, Pal Gazulli (1405–1470) Szkander bég közeli barátja volt, s személyes követeként az albán nemzeti ellenállás érdekeit képviselte Raguza városában.